# Робин
Робин је име неколико фиктивних ликова који се појављују у америчким стриповима које издају DC Comics. Лика су први створили Боб Кејн, Бил Фингер и Џери Робинсон, да служи као млађи колега и најбољи пријатељ суперхероју Бетмену. Први пут се појавио у априлу 1940. у Детективским стриповима. Замишљен као средство за привлачење младих читалаца, Робин је добио изузетно добар критички пријем, удвостручујући продају Бетменових стрипова. Тим Бетмена и Робина се често назива Динамичним дуом или Огрнутим крсташима. Дик Грејсон се први појавио као Робин 1940. и након што је постао Ноћно крило, неколико различитих младих ликова је преузело на себе улогу Робина.

## Историја Робина
Отприлике годину дана након Бетменовог дебија, креатори Бетмена, Боб Кејн и Бил Фингер, заједно са уметником Џеријем Робинсоном, представили су Робина-дечака чуда, у 38. броју Детективских стрипова 1940.
Име "Робин-дечак чудо" и средњовековни изглед оригиналне ношње, инспирисани су филмом Ерола Флина Авантуре Робина Худа, мада касније приче о Робиновом пореклу говоре да име долази од робин птице.
Иако је Робин најпознатији као Бетменов помоћник, три Робина су такође били чланови суперхеројске групе Млади Титани са оригиналним Робином, Диком Грејсоном, који је био један од оснивача и вођа групе.
Робинов костим су носили следећи ликови у главном континуитету Ди-си универзума:
- Дик Грејсон
- Џејсон Тод
- Тим Дрејк
- Стефани Браун
- Демијан Вејн

Прва инкарнација лика, Дик Грејсон, редовно се појављивала у Бетменовим стриповима и другим издањима Ди-си комикса од 1940. до раних 1980-их, све док лик није напустио улогу Робина и постао независни суперхерој Ноћно крило.
Друга инкарнација лика, Џејсон Тод, први пут се појавила у 357. броју Бетменовог стрипа 1983. Овај Робин се редовно појављивао у стриповима о Бетмену до 1988. године, када је лик убијен од стране Џокера у причи Смрт у породици. Џејсон је касније оживео након инцидента који је променио стварност и постао антихерој Ред Худ.
Премијерна ограничена серија Робин је објављена 1991. године, у којој је трећа инкарнација лика Тим Дрејк тренирао како би зарадио улогу Бетменовог осветничког партнера. После два успешна наставка, месечна серија Робина почела је 1993. и завршила се почетком 2009. године, што је такође помогло Тимовом преласку са помоћника на суперхероја.
У причи из 2004. Стефани Браун је за кратко време постала четврти Робин пре него што је улога била враћена Тиму Дрејку.
Демијан Вејн је наследио Дрејка као Робин 2009. године.